# Nowe Laski
Nowe Laski (niem. Neu Laatzig) – wieś sołecka w Polsce położona w województwie zachodniopomorskim, w powiecie drawskim, w gminie Wierzchowo. Najbardziej na południe położona miejscowość gminy.
Wieś leży ok. 8 km na południowy wschód od Wierzchowa, ok. 2 km na północny zachód od drogi wojewódzkiej nr 177. Ok. 1,7 km na północ od Nowych Lasek znajduje się wzniesienie Racza.
W latach 1975–1998 miejscowość administracyjnie należała do województwa koszalińskiego. 
W latach 50. XX wieku na południe od wsi, wzdłuż drogi wojewódzkiej nr 177 na długości 2 200 m i szerokości 20 m powstał drogowy odcinek lotniskowy Mirosławiec.